# هاکوپ ساندالجیان
هاکوپ ساندالجیان (ارمنی: Հակոբ Սանդալջյան؛ انگلیسی: Hagop Sandaldjian؛ ۱۹۳۱ – ۱۹۹۰) مجسمه‌ساز و موسیقی‌دان ارمنی‌تبار اهل مصر بود که بیشتر به خاطر قطعات هنری ریز خویش که در موزه فناوری ژوراسیک در لس آنجلس، کالیفرنیا به نمایش گذاشته شده است شناخته می‌شود.

## زندگی‌نامه
وی در ۱۹۳۱ در اسکندریه به دنیا آمد  و در ۱۹۹۰ در سن ۵۹ سالگی درگذشت